# Colotis ione
Espèce
Statut de conservation UICN

 LC  : Préoccupation mineure
Colotis ione est un insecte lépidoptère diurne du genre Colotis, de la famille des Pieridae.